# Caecum arcuatum
Caecum arcuatum är en snäckart. Caecum arcuatum ingår i släktet Caecum och familjen Caecidae. Inga underarter finns listade i Catalogue of Life.